# راجتايم (موسيقى)
موسيقى الراجتايم هو نوع من الموسيقى، يستخدم فيها اللحن الرخيم القوي مع الإيقاع المتسق المنتظم.
كانت المقطوعات الموسيقية المعزوفة على البيانو تصاحبها دائما نغمات إيقاعية منتظمة من الجانب الأيسر، ولحن شديد الاتساق من الجانب الأيمن. وأصبح مصطلح الراجتايم يستخدم تدريجيًا للأشكال الأولى من موسيقى الجاز كما في فرقة راجتايم الإسكندر الخاصة بإيرفنج في برلين.